# Tang Shengzi
Tang Shengzi (31 de octubre de 1890-) fue un militar chino natural de la provincia de Hunan que tuvo un destacado papel en la primera fase de la Expedición al Norte. Mantuvo una actitud ambigua hacia Chiang Kai-shek, alternando los periodos de alianza con los de enfrentamiento. Ostentó diversos cargos en la República Popular China tras la guerra civil china.

## Comienzos
Tang nació en Tungan Hsien, en la provincia china de Hunan. Uno de sus abuelos había sido oficial del ejército provincial y su padre era director de una oficina industrial. Se educó en casa hasta que en 1905 ingresó en la nueva escuela primaria militar de la provincia. Se cree que continuó los estudios en la escuela secundaria militar de Wuchang. Ingresó en la Academia Militar de Baoding en 1912 para cursar estudios del arma de infantería. Formó parte de una asociación de alumnos que abogaba por la reforma de la institución.
Regresó a Hunan tras graduarse y se le otorgó el mando de un pelotón de la 1.ª Brigada Mixta provincial. La muerte de Yuan Shikai en junio de 1916 supuso la pérdida del poder del gobernador militar de la provincia y desencadenó enfrentamientos por hacerse con el poder en Hunan. Venció Tan Yankai, que permitió el ascenso de Tang a jefe de batallón. Esta cambió de jefe en 1918, cuando un nuevo general se hizo con el gobierno militar de la provincia, y pasó a mandar un regimiento. Su nuevo superior, Zhao Hengti, fue nombrado gobernador interino en 1920, tras la expulsión del anterior. Tang participó en el golpe y fue recompensado con el mando de la segunda brigada de la 2.ª División provincial. Al año siguiente, se le otorgó el mando de la 4.ª División, que comenzó a reformar con ayuda de maestros budistas, uno de los cuales influyó notablemente en Tang durante las tres décadas siguientes. Tang se mantuvo fiel a Zhao en la disputa por el poder que este libró con Tan Yankai en 1923, pese a los intentos de este de atraérselo a su bando. El enfrentamiento se saldó con el triunfo de Zhao merced a la ayuda militar que le prestó Wu Peifu.

## Expedición al Norte
Pese a haber respaldo a Zhao frente a Tan en 1913, Tang decidió apartarlo del Gobierno de la provincia en 1926, plan para el que contó con el apoyo del Gobierno nacionalista de Cantón. Tang acució a Zhao hasta que este dimitió el 11 de marzo; Tang le sucedió interinamente en el cargo el 25 del mes y aceleró las negociaciones con los enviados del Kuomintang (KMT). El 1 de junio aceptó el mando del nuevo 8.º Ejército del Ejército Nacional Revolucionario (ENR) en el que quedaron encuadradas sus tropas.
Emprendió una ofensiva contra el enemigo el 5 de julio, con la colaboración de unidades de los ejércitos 4.º y 7.º del ENR y cuatro días más tarde Chiang Kai-shek lo nombró responsable de todo el frente. Volvió a ocupar Changsha, capital de Hunan el 11 de julio. Las operaciones se estancaron hasta mediados de agosto, cuando reanudó el avance hacia el norte: se apoderó de Yuezhou el 22 de agosto y venció a las fuerzas de Wu Peifu que bloqueaban el camino a Wuhan entre el 26 y el 29 del mes. El ENR alcanzó Wuchang el 1 de septiembre y ocupó Hanyang  y Hankou entre el 6 y el 7. Wuchang cayó finalmente el octubre, tras lo cual los ejércitos 4.º y 7.º marcharon al este a conquistar Jiangxi; Hunan y Hubei quedaron en poder de Tang, pese al temor de Chiang de que las provincias escapasen a la autoridad del Gobierno cantonés. Para evitarlo, el Gobierno se mudó a Wuhan en enero de 1927. Tang estrechó lazos con la izquierda del KMT y fue su principal figura militar. Asumió el mando de las fuerzas fieles al Gobierno de Wuhan, que presidió Wang Jingwei y que rivalizó con el dominado por Chiang en Nankín.
Pese a las disensiones internas en el KMT, Tang no abandonó las operaciones contra los caudillos militares norteños y a finales de abril de 1927 penetró en Henan junto con el 4.º Ejército y se enfrentó a copiosas fuerzas de la camarilla de Fengtian. Los reñidos combates diezmaron a las fuerzas de Tang que, pese a todo, lograron tomar contacto con las unidades del Guominjun de Feng Yuxiang en el norte de Henan a principios de junio. El Gobierno de Wuhan cedió el control de la provincia a Feng con la vana esperanza de que tomase partido por él frente a Nankín. Tang retornó al sur, a Changsha, donde se fue alejando de los comunistas por influencia de sus lugartenientes de la provincia, para entonces intensamente hostiles a estos. El Gobierno de Wuhan, que temía que la Comintern le arrebatase el poder, se decidió a desbaratar a los comunistas a mediados de julio, labor en la que participaron algunos lugartenientes de Tang, que impusieron la ley marcial en Hankou y Hanyang y disolvieron las organizaciones comunistas. El Gobierno de Wuhan se avino a pactar con las demás corrientes del KMT, pero Tang, descontento con la composición del nuevo comité central especial, se negó a aceptar su autoridad. Parte de sus subordinados no respaldaron su actitud, señal de la debilidad de su posición y el 20 de octubre las autoridades de Nankín destituyeron de sus cargos y anunciaron que emprenderían una ofensiva contra él. Fue expulsado del Kuomintang pocos días después. Ante tal coyuntura, Tang optó por retirarse el 11 de noviembre y se exilió seguidamente en Japón.

## Década de Nankín
Volvió al norte de China en el otoño de 1928 y recuperó por la fuerza el mando de algunas de sus antiguas tropas, que el 29 de marzo de 1929 pasaron a denominarse 5.º Ejército de Ruta, encargado en teoría del aplastamiento de rebeldes a la autoridad del Gobierno de Nankín. En calidad de tal marchó contra Feng Yuxiang en Henan en octubre. La victoria, obtenida a finales de noviembre, hizo que se le nombrase miembro del Consejo de Estado. Escogió entonces apoyar a Wang Jingwei frente a Chiang y aceptar un nombramiento militar de aquel, lo que determinó que el Gobierno ordenase una campaña contra él. Tang huyó a Hong Kong en enero de 1930.
Retomó la actividad política en la primavera de 1931, cuando volvió a unirse a Wang, esta vez para tratar de independizar Cantón de la autoridad de Nankín. La invasión japonesa de Manchuria, sin embargo, hizo que los secesionistas se aviniesen a parlamentar con Nankín; Tang formó parte de la delegación que acudió a la capital a negociar. Recuperó la pertenencia a partido como parte de las medidas de reconciliación entre los dos bandos el 19 de octubre y luego fue nombrado suplente del comité central del KMT y presidente del consejo de asesoría militar. Fue inspector general de instrucción militar entre diciembre de 1934 y julio de 1937.

## Guerra con Japón, guerra civil y últimos años
Se ofreció para dirigir la defensa de Nankín en noviembre de 1937, prometiendo defenderla hasta la muerte si era necesario. Sin embargo, cuando la ciudad cayó en manos japonesas, se limitó a abandonarla para reunirse con el Gobierno, que había partido hacia el oeste. Pese a ser miembro del Comité de Asuntos Militares, no tuvo influencia alguna en las decisiones bélicas. Al poco tiempo abandonó Chongqing y regresó a su aldea natal en Hunan, donde pasó el resto de la contienda.
Fue elegido diputado de la Asamblea Nacional en 1948. Permaneció en China tras la victoria comunista en la posterior guerra civil china y ostentó diversos cargos en la nueva república. Participó en el Congreso Popular Nacional de 1954 como delegado de su provincia natal y luego ingresó en la Junta de Defensa Nacional. Fue nombrado miembro del Comité Revolucionario del Kuomintang en 1956 y del Comité Permanente del Congreso Popular Nacional en 1958.